# アバンギャルド (芸能プロダクション)
有限会社アバンギャルド（英文社名；Avantgardes Inc.）は、東京都品川区にかつて所在した日本の芸能プロダクション。
現在の社名は、有限会社市エステートコーポレーション（所在地：東京都目黒区下目黒2-14-21）。

## 沿革

### 設立に関する経緯と背景
牧野昌哉が中心となり、1989年に設立。当時アーティストハウス・ピラミッドに勤務していたが、自社のプロダクション業務と平行してアーティストハウス・ピラミッドの新人スカウト・開発を兼務した。後にアバンギャルドはピラミッドから独立した。一方、現在も書籍イベント等はバーニンググループ系列の福家書店店舗で行なわれることが多く、その関係は完全に途絶えてはいない。
2008年3月に神品信市（バーニングタレント養成所）が新人発掘のプロデューサーに就任しスタジオを汐留に開設する。

### 多彩なキャラを続々輩出
藤崎奈々子や山川恵里佳など「癒し系」と称されるタレントを、グラビアに使い出したあたりから、徐々に事務所の名前が売れ出す。1999年、渋谷にて眞鍋かをりをスカウト。グラビアデビューさせ、「現役国立大学生の高学歴グラビアアイドル」として売り出しヒット。癒し系プラスさわやかなスポーティーさと親しみ易さで、多くの熱狂的なファンを掴む。後に佐々木梨絵、織田まななど続々と現役の国立大生アイドルをデビューさせている。2001年、小倉優子がデビュー。守ってあげたい妹系キャラとして、暫くは地味な下積み的仕事を繰り返すことで、現在の厚い人気の基盤を作っていく。妹系キャラクターとしては、後に浜田翔子などを輩出している。

### レースクイーン業界への進出とその発展
2002年度より、自社タレントの対外露出を兼ねて、所属タレントの数名を、モータースポーツ業界にレースクイーンとして派遣する事業展開を開始。それまで、モデル事務所がレースクイーンを派遣し、その中から芸能界へ進出するパターン（飯島直子、鈴木京香、高島礼子、鈴木史華、吉岡美穂、インリン、森下千里など）はこれまでもあったが、その逆パターンにあたるこの方法が見事に当たり、多くのアイドルファンとレースクイーンファンを引き入れることに成功する（この年の全日本GT選手権には、同じくタレント事務所のプラチナムプロダクションが、当時新人グラビアアイドルだった若槻千夏、星野加奈、伊織等を大会イメージガールとして送り込んでおり、その相乗効果も大きかった）。殊のほか反響が大きかったことから、これ以降、芸能事務所のモータースポーツ業界への新人タレント育成参入の足がかりとなる。その後DVD、モデル撮影会→人によってレースクイーン→メディア出演というタレント育成過程が確立し、これは後身のアヴィラにも引き継がれていく。2005年、眞鍋かをりの個人ブログが大ヒット。芸能人ブログの先駆けとなる。

### 業務統合
2008年3月31日、サイト上に「有限会社アバンギャルドは、2008年3月31日をもって、芸能プロダクションである株式会社アヴィラと業務を統合いたしました。永らくのご愛顧ありがとうございました。」という告知を掲載、サイトのほかのページは一切、見られなくなった。この時点で所属していたタレントは同年3月6日に創設された新会社『アヴィラ』に移籍し、その後アバンギャルドは現在の「市エステートコーポレーション」に社名を変更する。その後もアバンギャルドの名は公式携帯サイトの名前として残り、また、2008年7月には、京楽産業.から『CRぱちんこアバンギャルド』が制作されるなど、実態としての「アバンギャルド」は存続している。

## 概要
- 所属タレントの多くが雑誌グラビアを中心に活動しており、藤崎奈々子（1997フジテレビビジュアルクイーン）や山川恵里佳（1998ミスヤングマガジン）、眞鍋かをり（2000東洋紡水着キャンペーンガール、日テレジェニック2000）、小倉優子（日テレジェニック2002、ミスYOUNG ANIMAL4連覇）、桜木睦子（テレ朝エンジェルアイ2003）、星野飛鳥（2004ミス週刊少年マガジン）、田辺はるか（日テレジェニック2004）、浜田翔子（日テレジェニック2005）、北村ひとみ（日テレジェニック2006）など、グラビア関係の冠タイトルの受賞者も多数在籍していた。
- 賃金形態は給料制であった。
- 社長の牧野昌哉は元スカウトマンで、山川恵里佳は「（地元・岩手県の）盛岡駅前でスカウトされた」と後にテレビで語っていた。
- 眞鍋かをりや海川ひとみを株取引をするアイドルとして売り出したことをきっかけに、2007年からマネーアイドル（株アイドル等）へ本格的に力を入れ始め、小倉優子がマネー誌『マネージャパン』、『ダイヤモンドZAi』、『ネットマネー』に、山口愛実や佐々木梨絵も『マネージャパン』で株式コンテンツのレギュラーを持つなどしていた。

## かつて所属していたタレント

### 業務統合時所属していたタレント
※全員がアヴィラへ移籍
- 相川奈緒子
- 浅木一華
- 石井美帆
- 井尚美
- 宇恵さやか
- 上杉弘美
- 海川ひとみ
- 小倉優子
- 小澤麻理耶
- 織田まな
- 鬼塚綾子
- 折原みか
- 神田茉里奈
- 木次麻邪
- 北村ひとみ
- クリス松村
- 坂口杏里
- 佐々木梨絵
- 佐藤ゆりな
- 重盛さと美
- 千代谷美穂
- 浜崎慶美
- 浜田コウ
- 浜田翔子
- 平屋さゆり
- 藤崎奈々子
- 松田ちい
- 眞鍋かをり
- 三井涼子
- 本橋優華
- 森ともみ
- 山川恵里佳
- 山口愛実

### 既に退所していたタレント
- 相原未希（別名：伊藤寛子）
- 我妻沙織（別名：愛本沙織、我妻さおり） - Doing Pro[リンク切れ]⇒アヴィラ
- 朝倉香乃
- 浅田好未
- 浅田りょう（別名：愛彩）
- 鮎川るみ
- 荒川愛
- 石井あや（別名：石井ひなた） - オスカープロモーション⇒不明
- 市川みか - アヴィラ
- 遠藤あやね（別名：中里文音）
- 沖倉はるな
- 河合ふゆみ
- 菊地由香
- 君嶋ゆかり
- 木村美耶子（別名：泉乃あい） - オズ・エンターテイメント[リンク切れ]⇒アヴィラ
- 倉橋ひより
- 小泉つかさ
- 後藤香南子
- 駒井唯（別名：駒井結）
- 桜木睦子
- 沢知かな
- 柴田あさみ
- 柴田由花
- 庄司有希
- 田中かおり（別名：田中香梨、舞花） - 引退⇒フリーで復帰
- 土肥あさみ（別名：藤村あさみ）
- 遠峯ありさ（別名：華原朋美）
- 永島さや佳（お笑いコンビ・魔女っこ） - カレント所属
- 中根祥子
- 仲村かすみ
- 梨和舞
- 菜々川唯（別名：田澤麻衣）
- 西垣葵
- 西原みく
- 廣瀬真弓
- 深海りえ
- 藤川のぞみ
- 藤村春菜（別名：伊東理衣子） - オスカープロモーション⇒不明
- 藤森三希（別名：藤田三希、平松三希、平松泉）
- 古谷沙織
- 星野飛鳥（別名：星野あすか、ほしのあすか、星野明日香）
- 松山まみ
- 水谷ともこ
- 三田村香波
- 緑川のりこ
- 三浦早苗
- 八島綾香
- 安田樹里 - ワンエイトプロモーション⇒引退
- 山口遙（別名：山口文江、山口美羽）
- 結城かな（別名：KANA） - 不明⇒アヴィラ
- 吉川香里
- 渡辺結花

## 実績
- フジテレビビジュアルクイーン - 藤崎奈々子（1997年）、柴田あさみ（1998年）
- 日テレジェニック - 眞鍋かをり（2000年）、藤川のぞみ（2001年）、小倉優子（2002年）、田辺はるか（2004年）、浜田翔子（2005年）、北村ひとみ（2006年）

事務所別では過去最多であったが、2011年、プラチナムプロダクションにその座を明け渡した。なお、「アヴィラ」改名後は浜崎慶美が2008年に選ばれている。
- テレ朝エンジェルアイ - 桜木睦子（2003年）
- ミスマガジン（ミスヤングマガジン時代を含む） - 柴田あさみ（1998年グランプリ）、山川恵里佳（1998年特別賞）、星野飛鳥（2004年ミス週刊少年マガジン）

2001年に中根祥子、2004年に後藤香南子、2006年には松田ちいが出場するも落選している。